# Ormosia cambodiana
Ormosia cambodiana är en ärtväxtart som beskrevs av François Gagnepain. Ormosia cambodiana ingår i släktet Ormosia och familjen ärtväxter. Inga underarter finns listade i Catalogue of Life.